# Маммиллярия Паркинсона
Маммиллярия Паркинсона (лат. Mammillaria parkinsonii) — кактус из рода Маммиллярия. Вид назван в честь Джона Паркинсона, британского консула в Мехико и друга Эренберга.

## Описание
Одна из самых известных «белых» маммиллярий. Стебель шаровидный, голубовато-зелёный, до 15 см высотой, в диаметре 10-15 см, с возрастом вильчато (дихотомически) делится, образуя многоголовые колонии. Сосочки пирамидальные, до 0,7 см высотой. Ареолы и аксиллы с густым белым опушением и белыми щетинками.
Радиальные колючки многочисленные, до 20-35, эти колючки снежно-белые, закрывают поверхность стебля. Центральных колючек две, они белые или розоватые с чёрными кончиками; верхняя — прямая, до 1 см длиной, нижняя отогнута вниз, до 2 см.
Цветки до 2 см длиной, светло-жёлтые, с красными центральными прожилками на лепестках. Плоды булавовидные, красновато-оранжевые, до 1 см длиной

## Распространение
Эндемик мексиканского штата Керетаро. Местное население называет этот кактус «совиный глаз» (Owl’s eye или Owl’s-eye pincushion).